# Germán Luna Iglesias
Germán Luna Iglesias (Cajamarca, 13 de enero de 1867-Lima, 24 de febrero de 1957) fue un empresario agrícola y político peruano. Miembro del Partido Civil y luego partidario del presidente Augusto B. Leguía, fue diputado por Jaén (1913-1919), senador por Cajamarca (1919-1929), presidente del Senado (1922-1923) y ministro de Guerra (1921-1922).

## Biografía

### Nacimiento y educación
Hijo de Juan Luna (vocal de la Corte Suprema) y de Catalina Iglesias (hermana del general y presidente del Perú Miguel Iglesias). A temprana edad se trasladó a Lima, donde estudió en el Convictorio Peruano, que estaba dirigido por el célebre educador José Granda Esquivel.

### Empresario agrícola
Terminados sus estudios, pasó a encargarse de los negocios agrícolas de su familia, en las haciendas Huayrapongo (Cajamarca), Tolón (Pacasmayo), San Benito (Cañete), Lives (San Miguel) y Cueva (Lima). Modernizó las labores mediante el empleo de maquinarias, incrementando así la producción.

### Carrera política
Incursionó en la política militando en el Partido Civil, que por entonces tenía su hegemonía en el Perú, en la etapa de la historia conocido como la República Aristocrática.
En 1907 fue elegido diputado suplente por la provincia de Cajamarca y en 1913 por la provincia de Jaén. Durante el primer gobierno de Augusto B. Leguía fue sucesivamente prefecto de Cajamarca (1911) y prefecto de Arequipa.
Como parlamentario, defendió los intereses de su departamento y se alejó del civilismo, militando en la oposición al segundo gobierno de José Pardo y Barreda (1915-1919).
Cuando el expresidente Leguía emprendió su regreso al Perú desde Londres para volver a postular a la presidencia en 1919, Luna formaba parte de la comisión partidaria que partió del Callao para recibir a dicho caudillo en Panamá. Durante el viaje, se ganó la confianza de Leguía, perfilándose así como uno de los colaboradores de su futuro gobierno.

### Senador por Cajamarca y presidente del Senado
En 1919, cuando el presidente Augusto B. Leguía inició su segundo gobierno luego de un golpe de Estado, Luna fue elegido senador por el departamento de Cajamarca ante la Asamblea Nacional de ese año. Esta tuvo por objeto emitir una nueva constitución, que fue la Constitución de 1920.
Cumplida la labor constituyente de la Asamblea, Luna se mantuvo como senador ordinario, tras sendas reelecciones, hasta 1930, durante todo el gobierno de Leguía, que después fue conocido con el nombre de Oncenio. Mantuvo duelos oratorios con el senador Miguel Grau Cavero, fogoso opositor al gobierno.
Llegó a ser primer vicepresidente de su Cámara, en 1919, y presidente durante las legislaturas de 1922 a 1923, y por ende, presidente del Congreso. En tal investidura, organizó en 1922 las celebraciones del centenario de la instalación del primer Congreso Constituyente del Perú.
Fue muy adepto al presidente Leguía, aportando al régimen su caudal de popularidad y los vínculos de influencia que tenía en el departamento de Cajamarca.

### Ministro de Guerra

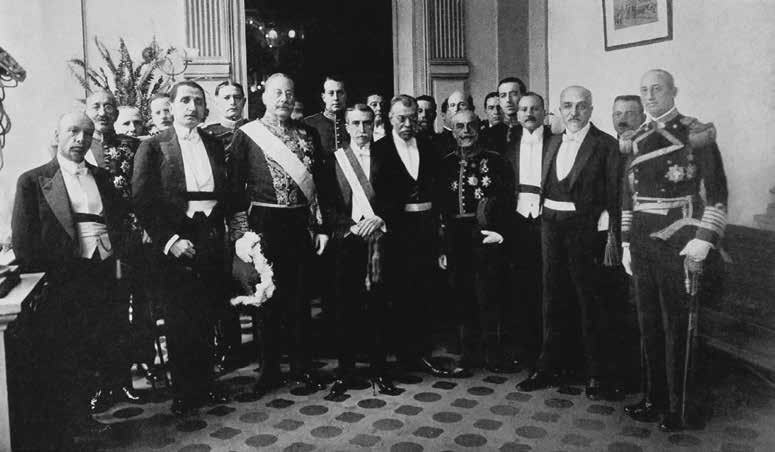
Recepción al presidente Augusto B. Leguía y sus ministros en la embajada española en Lima, durante las fiestas del Centenario de 1921. Luna Iglesias, como ministro de Guerra, es el segundo de derecha a izquierda, en primera fila.

En marzo de 1921 fue nombrado ministro de Guerra, siendo el primer civil en el gobierno de Leguía que asumía dicho cargo, haciendo así un paréntesis a su labor parlamentaria.
Durante su gestión se creó la Base Aérea de Las Palmas, en terrenos situados al sur de la capital, entre Surco y San Juan, donde se ordenó la construcción de barracas y cobertizos; y hangares y cuadras para tropa. Se amplió el terreno eliminando pantanos y cultivos, y se lo acondicionó para ampliar el horizonte, aplanando y rellenando el suelo. El 23 de julio de 1922 se inauguró el aeródromo, con asistencia del presidente Leguía, denominándosele Centro de Aviación Militar de Las Palmas. Fue un suceso muy importante pues marcó el inicio de la Fuerza Aérea como tercera arma, después del Ejército y la Marina.  En el Morro Solar erigió el monumento al soldado caído heroicamente durante la guerra del Pacífico.
En 1930 fue acreditado como ministro plenipotenciario en Italia, función en la que se mantuvo hasta la caída de Leguía. Tras este suceso, se retiró de la actividad pública y se consagró a sus negocios personales.

## Legado
Germán Luna se destacó por su desprendimiento. Donó los terrenos para la construcción del Museo de Arqueología y Antropología de Lima. Asimismo, financió los trabajos de Julio C. Tello, a quien, tras su muerte en 1947, erigió un mausoleo en el patio principal del Museo, cumpliendo así los deseos del ilustre arqueólogo.
También costeó la erección de un monumento a José Olaya en Chorrillos en 1952; de un monumento al general Miguel Iglesias en el Morro Solar ese mismo año; y de un Santuario Cívico en homenaje a los caídos en las batallas de San Juan y Miraflores en 1954.